# Storsjögångan
Storsjögångan är ett naturreservat i Lekebergs kommun i Örebro län.
Området är naturskyddat sedan 2009 och är 86 hektar stort. Reservatet sträcker sig nordväst från Storsjön och består av grandominerad barrskog med inslag av lövträd. I öster finns sumpskog kring en  bäck som rinner ut i Storsjön. 